# یانوش هونیادی
یانوش هونیادی (مجاری: Hunyadi János; ح. 1406 – ۱۱ اوت ۱۴۵۶) فرمانده ارتش، و سیاستمدار در اروپای مرکزی و اروپای جنوب شرقی در سده پانزدهم میلادی بود. طبق منابع جدید، وی در یک خانواده اشرافی در رومانی متولد شد. وی در جنوب پادشاهی مجارستان در مقابل امپراتوری عثمانی جنگید و نهایتاً رهبر لشکر مقدم در برابر این حملات شد.
هونیادی روش هوسی‌ها در برابر حملات را استفاده کرد که در آن از گاری‌های مختلف یک دایره تشکیل می‌دهند و از داخل دایره افراد به خارج حمله می‌کنند. این روش باعث زمینگیر شدن امپراتوری عثمانی در دهه ۱۴۴۰ میلادی شد. اگرچه وی بعداً در نبرد وارنا در سال ۱۴۴۴ شکست خورد. اما بعدتر در جنگ صلیبی وارنا در رشته‌کوه بالکان پیروز شد که باعث شهرت وی به عنوان یک فرمانده قوی جنگی گردید. پاپ دستور داد که در ظهر زنگ‌های کلیسا به صدا درآید تا افراد معتقد برای دعا کردن جنگجویان اقدام کنند. زنگ‌های کلیساهای مسیحی اکنون در ظهر به خاطر یادگار پیروزی نبرد بلگراد به صدا در می‌آید.